# Hyperomyzus rhinanthi
Hyperomyzus rhinanthi är en insektsart som först beskrevs av Henri Schouteden 1903.  Hyperomyzus rhinanthi ingår i släktet Hyperomyzus och familjen långrörsbladlöss. Arten är reproducerande i Sverige. Inga underarter finns listade i Catalogue of Life.